# Gelsomina Verde
Gelsomina Verte (prononcé : [dʒelsoˈmiːna ˈverde] née le 5 décembre 1982 et morte le 21 novembre 2004 est une victime de la Camorra torturée puis assassinée lors de la Faide de Scampia dans la ville de Naples le 21 novembre 2004, à l'âge de 21 ans.

## Meurtre
Gelsomina Verde, une ouvrière d'une usine de cuir, est enlevée et torturée par des membres du Clan Di Lauro, dans le but de la forcer à révéler le lieu où se trouvait son ancien petit-ami, un membre du clan des Scissionisti di Secondigliano, Gennaro Notturno. Gelsomina Verde et Gennaro Notturno avaient rompu avant son enlèvement.
L'autopsie sur son corps a révélé qu'elle a été tuée de trois balles dans le cou après avoir enduré des heures de torture. Les tueurs ont ensuite mis le feu à son corps à l'intérieur de sa voiture, afin de cacher les tortures qu'elle avait subies et de ne pas provoquer d'émeute publique après sa mort.

## Conséquences

### Réactions de l'opinion publique
La mort de Verde a profondément choqué l'opinion publique italienne lassée  de l'influence des gangs mafieux sur le territoire italien et a conduit à une répression massive de la part des autorités. Le président de la région Campanie (dont Naples est la capitale) Antonio Bassolino a déclaré : « Ce défi doit être relevé et l'État doit y prêter attention ». Deux jours plus tard, le ministre de l'Intérieur Giuseppe Pisanu a envoyé 325 policiers supplémentaires dans la ville qui avait déjà un ratio policiers/habitants plus élevé que dans toute autre ville du pays. Ceci contribue à mettre un terme à la guerre entre les clans de la faide de Scampia en septembre 2005.

## Procès
La famille de Gelsomina Verde se constitue partie civile dans le procès qui se termine le 4 avril 2006. Ugo De Lucia, un des tueurs du clan de la Camorra Di Lauro est condamné à la prison à perpétuité. Un autre membre du clan Di Lauro, Pietro Esposito, qui témoigne contre ses anciens complices, est condamné à une peine de prison de sept ans et quatre mois pour son implication dans le meurtre.
Le 13 décembre 2008, Cosimo Di Lauro (en), fils du chef de clan Paulo di Lauro, est condamné à la réclusion à perpétuité pour avoir ordonné le meurtre de Gelsomina Verde. Di Lauro est mort en prison le 13 juin 2022, à 48 ans. Une autopsie a été ordonnée.
En juillet 2023, près de 19 ans après le crime, Luigi De Lucia et Pasquale Rinaldi, considérés par les enquêteurs comme les auteurs matériels du meurtre, sont arrêtés,.

## Postérité et hommage
Verde est mentionnée dans le livre Gomorra de Roberto Saviano paru en 2006. Son histoire a également inspiré le personnage de Manu (joué par Denise Perna) dans la série télévisée du même nom, qui apparaît dans le neuvième épisode intitulé Gelsomina Verde,. Le collectif Mina porte son nom à Scampia et Le Presidio di Libera de Mondovì porte également son nom.